# Сью Джонсон
Сьюзен Джонсон, Член Ордену Канади (19 грудня 1947 — 23 квітня 2024) британська клінічна психологиня, сімейна психотерапевтка і письменниця, яка жила і працювала в Канаді. Вона відома своїми роботами в галузі психології, присвяченими людським зв'язкам, теорії прихильності і романтичним стосункам.

## Життєпис
Джонсон отримала ступінь бакалавра з англійської літератури в Університеті Халла в 1968 році та ступінь доктора філософії з психології консультування в Університеті Британської Колумбії в 1984 році. На момент смерті вона була заслуженим професором-дослідником в Міжнародному університеті Альянсу, професором клінічної психіатрії в Університеті Британської Колумбії, а також мала звання почесного професора на факультеті психології Оттавського університету. Разом з Лесом Грінбергом вона розробила емоційно-сфокусовану терапію пар і сімейну терапію (EFT) — психотерапевтичний підхід для пар, заснований на теорії прив'язаності. Вона заснувала International Centre for Excellence (Міжнародний центр передового досвіду) в емоційно-сфокусованій терапії, який пропонує навчання з EFT для професіоналів у сфері психічного здоров'я.
Джонсон є авторкою кількох книг для терапевтів (у тому числі посібників з лікування EFT) та широкої аудиторії.
У 2016 році Джонсон була названа сімейним психологом року Товариством психології подружніх пар та сім'ї Американської психологічної асоціації. У 2016 році в Канаді її було призначено членом Ордену Канади.
Джонсон померла від раку у Вікторії, Британська Колумбія, 23 квітня 2024 року у віці 76 років.

## Вибрані твори

### Книги
- Johnson, S.M. (2019). Attachment Theory in Practice: Emotionally Focused Therapy (EFT) With Individuals, Couples, and Families. New York: Guilford Press
- Johnson, S.M.; Sanderfer, K. (2016). Created for Connection: The «Hold Me Tight» Guide for Christian Couples. New York: Little Brown
- Johnson, S.M. (2013). Love Sense: The Revolutionary Science of Romantic Relationships. New York: Little Brown
- Johnson, S.M. (2008). Hold Me Tight: Seven Conversations for a Lifetime of Love. New York: Little Brown. ISBN ISBN 978-0-316-11300-7 Помилка параметра в {{ISBN}}: недійсний символ
- Johnson, S.M. (2007). Practica de la Terapia Matrimonial Concentrada Emocionalmente: Creando Conexiones New York: Routledge, Taylor & Francis Group – Spanish Edition.
- Johnson, S.M., Bradley, B., Furrow, J., Lee, A., Palmer, G., Tilley, D. & Woolley, S.(2005). Becoming an Emotionally Focused Therapist: The Workbook. New York: Brunner /Routledge.
- Johnson, S.M. (2002). Emotionally Focused Couple Therapy with Trauma Survivors: Strengthening Attachment Bonds. New York: Guilford Press.
- Johnson, S.M. (1996) (2004, 2nd edition). Creating Connection: The Practice of Emotionally Focused Marital Therapy. New York: Brunner/Mazel (now Brunner /Routledge).
- Saxe, B. J., Johnson, S.M. et al. (1994). From victim to survivor: A group treatment model for women survivors of incest. Government of Canada: Health Department. Distributed across Canada in French and English, pp. 1–188.
- Greenberg, L. & Johnson, S.M. (1988). Emotionally Focused Therapy for Couples. New York: Guilford Press.

### Статті
- Johnson, S. (2019). Attachment in action—changing the face of 21st century couple therapy. Current opinion in psychology, 25, 101—104. https://doi.org/10.1016/j.copsyc.2018.03.007

- Lebow, J. L., Chambers, A. L., Christensen, A., & Johnson, S. M. (2012). Research on the treatment of couple distress. Journal of Marital and Family therapy, 38(1), 145—168. https://doi.org/10.1111/j.1752-0606.2011.00249.x

- Johnson, S.M. (2008). «My, How Couples Therapy Has Changed!: Attachment, Love and Science.»

- Makinen, J. A., & Johnson, S. M. (2006). Resolving attachment injuries in couples using emotionally focused therapy: steps toward forgiveness and reconciliation. Journal of consulting and clinical psychology, 74(6), 1055—1064. https://doi.org/10.1037/0022-006X.74.6.1055

- Johnson, S. M., Hunsley, J., Greenberg, L., & Schindler, D. (1999). Emotionally focused couples therapy: Status and challenges. Clinical psychology: Science and practice, 6(1), https://doi.org/67.10.1093/clipsy/6.1.67

## Українські переклади
- Сьюзен Джонсон. «Обійми мене міцніше. 7 бесід про кохання тривалістю в життя». Переклад з англійської Віри Кучменко. — Харків: КСД, 2021. ISBN ISBN 978-617-12-8886-7 Помилка параметра в {{ISBN}}: недійсний символ
- Сьюзен Джонсон. «Психологія кохання! 7 правил, що змінять стосунки на краще». ISBN 9786171290488